# Алексеев, Семён Михайлович (авиаконструктор)
Семён Михайлович Алексеев (24 декабря 1909, Юхновский район — 4 февраля 1993, Москва) — советский авиаконструктор самолётов-истребителей, систем спасения и жизнеобеспечения экипажей летательных аппаратов, Герой Социалистического Труда.

## Биография

### Ранние годы
Родители Алексеева умерли, когда он был в раннем возрасте. Сначала он попал в детский дом, однако потом был усыновлён рабочей семьёй Алексеевых, дальних родственников. В Москве он окончил 7-летнюю школу и в 1926 году начал работать на фабрике «Пролетарский труд».

### Работа в авиационной промышленности

#### Начальный период
В начале 1930-х годов Алексеев окончил вечернее отделение Московского авиационного института (при ЦАГИ), параллельно обучаясь на конструкторских курсах и работая в ОКБ А. Н. Туполева и С. В. Ильюшина. В этот период он участвует в разработке герметичной кабины стратостата «СССР-1» и первого в Советском Союзе стратосферного самолёта БОК-1.
Работал в КБ В. А. Чижевского (с 1933 года), КБ А. А. Дубровина (с 1937 года), КБ-301 под руководством В. П. Горбунова (1939—1940), КБ-21 под руководством С. А. Лавочкина (с 1941), начальником ОКБ № 21 (1945—1948), начальником ОКБ № 1 опытного авиазавода № 1 (1948—1950).

#### Создание истребителя Ла-5
В конце 1940 года в качестве заместителя авиаконструктора Семёна Алексеевича Лавочкина во главе группы специалистов прибывает в г. Горький для обеспечения начала производства на заводе № 21 ЛаГГ-3 .
В Великую Отечественную Алексеев был первым заместителем Лавочкина и фактически стал одним из создателей фронтового истребителя Ла-5.
C одобрения Лавочкина Алексеев возглавил работу по переоборудованию серийного самолёта ЛаГГ-3 новым, мощным двигателем А. Д. Швецова М-82. Это и решило судьбу новой машины Ла-5, с поступлением которой на советско-германский фронт было завоевано превосходство над авиацией противника.
Для совершенствования лётных характеристик истребителя Ла-7, Алексеев прорабатывал установку на него разгонного реактивного двигателя. В этой работе он добивается встреч с конструкторами реактивных ускорителей и знакомится в «шарашке» при авиационном заводе в Казани с Сергеем Павловичем Королёвым и его товарищами по работе. С Наумом Львовичем Уманским в дальнейшем Алексеев много и плодотворно сотрудничал.

#### Работа в ОКБ-21
В 1946 году, после возвращения ОКБ Лавочкина из эвакуации в Москву, Семён Михайлович с санкции Верховного главнокомандующего был назначен в Горький на должность Главного конструктора ОКБ серийного завода № 21, выпускавшего самолёты Лавочкина.
Здесь Алексеев, уже как главный конструктор, разрабатывает семейство реактивных самолётов-истребителей, начиная с И-211. Затем последовали его модификации: И-212, И-215 и И-217. В этих самолётах проверяются новые для отечественной авиации инженерные решения. Два реактивных двигателя, шасси велосипедного типа и другие.
В полётах лётчиков-испытателей С. Н. Анохина, М. Л. Галлая, А. А. Попова самолёты серии показали высокие лётные качества. Однако принятие их в серийное производство было остановлено из-за замечания Сталина о возможности возникновения проблем с производством двигателей для двухмоторных машин. Таким образом, трудности послевоенных лет помешали этим интереснейшим разработкам. В современную же эпоху именно двухдвигательная схема стала нормой для машин этого класса.
Среди решений, рассматривавшихся с участием Алексеева, были и экзотические разработки. Такова, например, кабина самолёта с лежачим положением лётчика — ничком. Это позволяло уйти от рокового для многих авиаторов совпадения вектора «инерционных сил» с направлением основных, магистральных кровеносных сосудов, что приводило к лучшей переносимости пилотажных перегрузок, даже без применения каких-либо, ныне столь обычных противоперегрузочных костюмов.
Направление работ по исследованию переносимости перегрузок и поиск оптимальных поз лётчика и космонавта было одним из ведущих и успешных в физиологической лаборатории ускорений, по сути, созданной Алексеевым.
Результаты этих исследований легли в основу обеспечения безопасности на кораблях «Восток», «Восход» и «Союз», особенно в случае возникновения наиболее тяжёлых по перегрузкам аварийных ситуаций — таких, как отказ в работе последней ступени и возвращение спускаемого аппарата по баллистической траектории.
В 1948 году ОКБ-21 было закрыто.

#### Работы в период 1948—1952 годов
С середины 1948 года Алексеев работал начальником ОКБ-1 государственного опытного авиазавода № 1 НКАП в пос. Иваньково Московской области (ныне ОАО «Дубненский машиностроительный завод им. Н. П. Фёдорова») по проектированию и доводке реактивных самолётов, созданных германскими конструкторами.
В 1950 году произошла репатриация немецких специалистов советских КБ, что привело и к расформированию ОКБ, в котором работал Алексеев. Его переводят в Лётно-исследовательский институт. Здесь он с 1950 по 1952 годы возглавлял опытное производство института, внёс вклад в создание летающих лабораторий, отработку систем заправки самолётов топливом в полёте и противоперегрузочных средств.
На этом этапе развития авиационной техники возникает новая проблема. Лётные характеристики новых реактивных самолётов обусловили жесткие требования к возможностям пилота по управлению ими, а также осложнили обеспечение безопасности лётчика в аварийных ситуациях и при боевом поражении самолёта. Иными словами, человек стал «слабым звеном». Так как решение этих проблем находится на стыке разнообразных областей знания, руководством страны в начале 1950-х годов было принято решение создать специализированное ОКБ в системе авиационной промышленности.
В октябре 1952 года приказом министра авиационной промышленности М. В. Хруничева было объявлено о создании завода № 918 (впоследствии «НПП Звезда»), и Алексеев был назначен его руководителем.

#### Работа в НПП «Звезда»
В 1952—1964 — главный конструктор завода «Звезда».

## Награды
- Герой Социалистического Труда (1961).
- Награждён орденами Ленина, Трудового Красного Знамени (дважды) и Красной Звезды.

## Произведения и научные труды
- Алексеев С. М., Уманский С. П. Высотные и космические скафандры. — М.: Машиностроение, 1973. — 279 с. — 2300 экз.
- Алексеев С. М. Космические скафандры вчера, сегодня, завтра. — М.: Знание, 1987. — 64 с. — 31 480 экз.
- Алексеев С. М., Балкинд Я. В., Гершкович А. М. и др. Средства спасения экипажа самолёта. — М.: Машиностроение, 1975. — 431 с. — 4000 экз.
- Алексеев С. М., Балкинд Я. В., Повицкий А. С. и др. Современные средства покидания самолётов. — М.: Оборонгиз, 1961.
- Алексеев С. М. Рождение Ла-5 // Авиационно-исторический журнал «Мир Авиации». — М., 1993. — № 4. — ISSN 1029-1741.
- Алексеев С. М. Рождение КБ // Авиационно-исторический журнал «Мир Авиации». — М., 1995. — № 2. — ISSN 1029-1741.